# Tournée de l'équipe de France de rugby à XV en 1976
La tournée de l'équipe de France de rugby à XV de 1976 se déroule aux États-Unis du 2 au 13 juin 1976.
Les Français jouent trois matchs. Ils disputent un test match contre les États-Unis, ainsi que des matchs amicaux contre la Eastern Rugby Union et une sélection de la New York Metropolitan Rugby Union.
L'équipe de France s'impose lors du test match contre les États-Unis. Au total, elle remporte les trois matchs de la tournée.

## Composition de l'équipe de France

### Joueurs
L'encadrement de l'équipe de France convoque vingt-deux joueurs. Il doit composer avec les forfaits du demi de mêlée Richard Astre (AS Béziers), remplacé par Bernard Vaur (AS Montferrand), du deuxième ligne Jean-Pierre Bastiat (US Dax), remplacé par Michel Palmié (AS Béziers), tandis que le centre Henri Cistacq (FC Auch) est remplacé par Jacques Cimarosti (Castres olympique).
François Sangalli (RC Narbonne) n'est quant à lui pas sélectionné pour motif disciplinaire.
| Entraîneur | Entraîneur             | Jean Desclaux |
| Avants     | Pilier                 | Gérard Cholley (Castres olympique), Robert Paparemborde (Section paloise), Armand Vaquerin (AS Béziers)          |
| Avants     | Talonneur              | Alain Paco (AS Béziers), Michel Yachvili (CA Brive)                                                              |
| Avants     | Deuxième ligne         | Alain Guilbert (RC Toulon), Jean-François Imbernon (USA Perpignan), Michel Palmié (AS Béziers)                   |
| Avants     | Troisième ligne aile   | Jean-Pierre Rives (Stade toulousain), Jean-Claude Skrela (Stade toulousain)                                      |
| Avants     | Troisième ligne centre | Gérard Rousset (Valence sportif)                                                                                 |
| Arrières   | Demi de mêlée          | Jacques Fouroux (FC Auch), Bernard Vaur (AS Montferrand)                                                         |
| Arrières   | Demi d'ouverture       | Jean-Pierre Romeu (AS Montferrand)                                                                               |
| Arrières   | Centre                 | Roland Bertranne (Stade bagnérais), Jacques Cimarosti (Castres olympique), Joël Pécune (Stadoceste tarbais)      |
| Arrières   | Ailier                 | Jean-Luc Averous (La Voulte sportif), André Dubertrand (AS Montferrand), Jean-François Gourdon (Stade bagnérais) |
| Arrières   | Arrière                | Jean-Michel Aguirre (Stadoceste tarbais), Michel Droitecourt (AS Montferrand)                                    |

### Encadrement
L'encadrement technique se compose de Marcel Batigne (directeur de la tournée), Jean Desclaux (entraîneur), Fernand Cazenave (entraîneur adjoint) et Michel Celaya (invité de la FFR).

## Historique

### Contexte
Pour cette tournée aux États-Unis, organisée dans le cadre du bicentenaire des États-Unis, du 2 au 13 juin 1976, l'équipe de France dispute trois rencontres. Une première à Washington le 5 juin contre une sélection All Stars de l'Eastern Rugby Union regroupant les meilleurs joueurs de la côte est. Le 8 juin, les Français affrontent une sélection métropolitaine de New York avant de terminer avec un test match contre les États-Unis le 12 juin à Chicago. Ce sont les premiers matchs de l'équipe de France joués dans ce pays.
Les Eagles et la France se sont déjà affrontés par le passé, deux fois en finale des Jeux olympiques 1920 et 1924 où les Américains l'ont emporté 9 à 8 et 18 à 3. Par la suite, les États-Unis ne disputent plus de matchs internationaux jusqu'en début d'année 1976 contre l'Australie.
Le rugby à XV est amateur au pays de l'Oncle Sam et connaît une forte expansion à partir de 1965. Il est principalement pratiqué en Californie et dans les collèges de la côte est. À cette période, il existe 1 200 équipes pour environ entre 25 000 et 50 000 joueurs,.

### Déroulement de la tournée
En ouverture de la tournée, les Français jouent d'abord contre la Eastern Rugby Union. Cette sélection américaine, nommée Eastern Eagles, oppose une farouche opposition et France XV gagne difficilement 16 à 12. Jean-Luc Averous, Michel Palmié et le capitaine Jacques Fouroux inscrivent les trois essais français, dont deux sont transformés par le demi d'ouverture Jean-Pierre Romeu.
Pour la deuxième rencontre, France XV affronte une sélection regroupant des joueurs de la New York Metropolitan Rugby Union, nommée New York All Star, au Downing Stadium sur la Randall's Island de New York. Les Français s'imposent largement 71 à 7 avec douze essais inscrits dont un quintuplé de l'ailier Jean-François Gourdon, deux triplés de Jean-Pierre Rives et d'André Dubertrand, et un de Jean-Claude Skrela. Jean-Pierre Romeu transforme dix des douze essais, dont la plupart en bord de touche, et inscrit un drop. Pendant la rencontre, le deuxième ligne Jean-François Imbernon est blessé au nez, il sort du terrain à la 75e minute mais n'est pas remplacé pour la fin du match.
Lors du seul test match de la tournée contre les États-Unis le 12 juin, au New Trier West High School Stadium de Chicago sous une température caniculaire de 36 degrés ressentis à l'ombre, le XV de France s'impose 33 à 14,. L'ouvreur français, Jean-Pierre Romeu, réalise un très bon match en inscrivant un essai, cinq pénalités et deux transformations, soit un total de 25 points, constituant un record de points inscrits par un français au cours d'un match international,. Jean-Luc Averous et Gérard Rousset inscrivent les deux autres essais français.

## Résultats
| Date         | Lieu                                        | Hôte                              | Score   | Équipe en tournée |
| ------------ | ------------------------------------------- | --------------------------------- | ------- | ----------------- |
| 5 juin 1976  | Washington                                  | Eastern Rugby Union               | 12 - 16 | France XV         |
| 8 juin 1976  | Downing Stadium, New York                   | New York Metropolitan Rugby Union | 7 - 71  | France XV         |
| 12 juin 1976 | New Trier West High School Stadium, Chicago | États-Unis                        | 14 - 33 | France            |

## Détail des matchs

### Eastern Rugby Union - France XV
| 5 juin 1976 | Eastern Rugby Union                                                            | 12 - 16 (6 - 12) | France XV                                                                                      | Washington Temps ensoleillé et chaud, vent. Terrain de football américain aménagé, pelé et en très mauvaise état. env. 4 000 spectateurs Arbitre : Peter Heaton (Pennsylvanie) |
| 5 juin 1976 | Essai(s) : 2 Stone (22e), Sherlock (38e) Transformation(s) : 2 Muir (22e, 38e) |                  | Essai(s) : 3 Averous (13e), Palmié (58e), Fouroux (71e) Transformation(s) : 2 Romeu (13e, 58e) | Washington Temps ensoleillé et chaud, vent. Terrain de football américain aménagé, pelé et en très mauvaise état. env. 4 000 spectateurs Arbitre : Peter Heaton (Pennsylvanie) |
| 5 juin 1976 |                                                                                |                  |                                                                                                | Washington Temps ensoleillé et chaud, vent. Terrain de football américain aménagé, pelé et en très mauvaise état. env. 4 000 spectateurs Arbitre : Peter Heaton (Pennsylvanie) |

| Eastern Rugby Union Titulaires Robbie Bordley (en) 15 Stone 14 Muir 13 Danny Wack 12 Mike Liscovitz 11 Thomas 10 Little 90 Tom Selfridge 80 Clarence Culpepper 70 Jay Hanson 60 McWorter 50 Gary Brackett 40 Lent 30 Coyne 20 Mike Sherlock 10 |  | France XV Titulaires 15 Jean-Michel Aguirre 14 Jean-François Gourdon 13 Jacques Cimarosti 12 Roland Bertranne 11 Jean-Luc Averous 10 Jean-Pierre Romeu 09 Jacques Fouroux 08 Gérard Rousset 07 Jean-Claude Skrela 06 Jean-Pierre Rives 05 Michel Palmié 04 Jean-François Imbernon 03 Armand Vaquerin 02 Alain Paco 01 Robert Paparemborde Entraîneur Jean Desclaux |

### New York - France XV
| 8 juin 1976 19 h | New York Metropolitan RU                                | 7 - 71 (7 - 39) | France XV | Downing Stadium, New York Temps doux. Pelouse en très mauvais état par endroits. env. 2 500 spectateurs Arbitre : Peter Simpson |
| 8 juin 1976 19 h | Essai(s) : 1 Puglisi (32e) Pénalité(s) : 1 Glista (1re) |                 | Essai(s) : 12 Rives (10e, 17e, 48e), Gourdon (25e, 30e, 35e, 73e, 78e), Dubertrand (38e, 57e, 66e), Skrela (45e) Transformation(s) : 10 Romeu (10e, 17e, 25e, 30e, 35e, 38e, 45e, 57e, 66e, 78e) Drop(s) : 1 Romeu (15e) | Downing Stadium, New York Temps doux. Pelouse en très mauvais état par endroits. env. 2 500 spectateurs Arbitre : Peter Simpson |
| 8 juin 1976 19 h |                                                         |                 | | Downing Stadium, New York Temps doux. Pelouse en très mauvais état par endroits. env. 2 500 spectateurs Arbitre : Peter Simpson |

| New York Metropolitan RU · Titulaires · Mark Glista 15 · Mahassey 14 · Chimere Okezie 13 · Mike Liscovitz 12 · Vincent Puglisi 11 · Bruce Hennemuth 10 · Michael King 90 · Edward Lepac 80 · Alistair Johnstone 70 · Timothy McDonough 60 · Colin Kiley 50 · Louis Guarneri 40 · Eric Jones 30 · Richard Handley 20 · Robert Hensler 10 · Remplaçants · Dean Carson 16 · Raymond Brooks 17 · John Collins 18 · Raymond Condon 19 · Nick Ford 20 |  | France XV · Titulaires · 15 Michel Droitecourt · 14 Jean-François Gourdon · 13 Joël Pécune · 12 Jacques Cimarosti · 11 André Dubertrand · 10 Jean-Pierre Romeu · 09 Bernard Vaur · 08 Gérard Rousset · 07 Jean-Claude Skrela · 06 Jean-Pierre Rives · 05 Jean-François Imbernon 75e · 04 Alain Guilbert · 03 Gérard Cholley · 02 Michel Yachvili · 01 Armand Vaquerin · Entraîneur · Jean Desclaux |

### États-Unis - France
| 12 juin 1976 | États-Unis                                                        | 14 - 33 (10 - 15) | France | New Trier West High School Stadium, Chicago Température caniculaire. Pelouse excellente. Vent violant. env. 8 000 spectateurs Arbitre : Jan Curnow |
| 12 juin 1976 | Essai(s) : 2 Fraumann (25e, 50e) Pénalité(s) : 2 Scott (22e, 30e) | Rapport           | Essai(s) : 3 Romeu (24e), Rousset (40e), Averous (77e) Transformation(s) : 2 Romeu (14e, 40e, 67e) Pénalité(s) : 5 Romeu (36e, 47e, 53e, 63e, 79e) | New Trier West High School Stadium, Chicago Température caniculaire. Pelouse excellente. Vent violant. env. 8 000 spectateurs Arbitre : Jan Curnow |
| 12 juin 1976 |                                                                   | Rapport           | | New Trier West High School Stadium, Chicago Température caniculaire. Pelouse excellente. Vent violant. env. 8 000 spectateurs Arbitre : Jan Curnow |

| États-Unis Titulaires Robbie Bordley (en) 15 Don Guest 14 Dan Wack 13 David Stephenson 12 Woody Stone 11 Steve Gray 10 Terry Scott 90 Bill Fraumann 80 Barry Waite 70 Tom Selfridge 60 Craig Sweeney 50 Gary Brackett 40 Mickey Ording 30 Morris O'Donnell 20 Dennis Murphy 10 Entraîneurs Ray Cornbill (en) Dennis Storer (en) |  | France · Titulaires · 15 Jean-Michel Aguirre · 14 André Dubertrand · 13 Roland Bertranne · 12 Joël Pécune · 11 Jean-Luc Averous · 10 Jean-Pierre Romeu · 09 Jacques Fouroux · 08 Gérard Rousset · 07 Jean-Claude Skrela · 06 Jean-Pierre Rives · 05 Michel Palmié · 04 Jean-François Imbernon · 03 Robert Paparemborde · 02 Alain Paco · 01 Armand Vaquerin · Remplaçants · 16 Jacques Cimarosti · 17 Bernard Vaur · 18 Michel Droitecourt · Entraîneur · Jean Desclaux |